# Ałeksandar Damczewski
Ałeksandar Damczewski [ˈalɛksandar ˈdamtʃɛfski] (ur. 21 listopada 1992 w Strasburgu we Francji) – macedoński piłkarz grający na środku obrony, reprezentant kraju.

## Życiorys
Karierę piłkarską rozpoczynał w Szwajcarii, w rezerwach FC Luzern, następnie w SC Kriens.
W 2014 dołączył do pierwszoligowego bułgarskiego klubu Czernomorec Burgas. Zadebiutował w meczu z CSKA Sofia. Po spadku tej drużyny z najwyższej ligi, podpisał kontrakt z holenderskim NAC Breda i występował w Eredivisie.
Wystąpił w czterech meczach reprezentacji Macedonii w 2014 roku.